# Кизеветтер, Александр Александрович
Алекса́ндр Алекса́ндрович Кизеве́ттер (10 [22] мая 1866, Санкт-Петербург — 9 января 1933, Прага) — русский историк, публицист, политический деятель. Председатель Русского исторического общества в 1932—1933 годах.

## Биография
Родился в Санкт-Петербурге 10 (22) мая 1866 года. Прадед Кизеветтера был кузнецом и происходил из Тюрингии, дед-музыкант — переселился в Россию. Отец, статский советник Александр Иванович Кизеветтер (ок. 1813 — ?), окончил в 1836 году юридический факультет Санкт-Петербургского университета, заведовал архивом Главного штаба; мать — Олимпиада Николаевна Турчанинова, внучка протоиерея и церковного композитора П. И. Турчанинова, дочь воспитанника Духовной академии и преподавателя истории Духовной академии, выпускница Смольного института.
В 1868 году семья переехала в Оренбург, где А. И. Кизеветтер занял должность представителя Военного министерства при генерал‑губернаторе. По сообщению Н. В. Ремезова, отец Кизеветтера купил 1952,9 десятин башкирской земли за 2271 рублей во время так называемого «расхищения башкирских земель».
Образование А. А. Кизеветтер сначала получил в Оренбургской мужской гимназии, затем на историко-филологическом факультете Московского университета (1884—1888), где слушал лекции В. О. Ключевского и П. Г. Виноградова; специальные курсы по историографии истории России читал П. Н. Милюков. По окончании университета он был утверждён в степени кандидата и оставлен для приготовления к профессорскому званию по кафедре русской истории, которую возглавлял Ключевский. Активно занялся педагогической деятельностью: преподавал историю и географию в Лазаревском институте восточных языков, читал лекции по русской истории на педагогических курсах в здании Политехнического музея, также успел прочитать несколько лекций на Высших женских курсах Герье.
В университете он учился вместе с А. А. Кудрявцевым, после смерти которого заботился о его семье и в 1894 году женился на его вдове Екатерине Яковлевне. С рождением дочери в 1895 году Кизеветтер переехал из Большого Николопесковского переулка, где в доме № 11 тайного советника Аполлона Ивановича Грушки он жил, на Смоленский бульвар, — в дом действительного статского советника Владимира Львовича Клумова (№ 34, кв. 9); в 1897 году семья переехала на Малую Никитскую улицу, в дом Александра Васильевича Шуберта (№ 27—29); а в 1899 году Кизеветтеры на целых 23 года (до высылки А. А. Кизеветтера из России) обосновалась на Моховой улице, в доме Братолюбивого общества (№ 10, кв. 8).
В Московском университете читал (с 1897) спец. курсы по историографии, внутренней политике первой половины XIX века, крестьянской реформе 1861. Приват-доцент (1898), ординарный профессор (1909) по кафедре русской истории. В 1903 году защитил диссертацию на степень магистра русской истории: «Посадская община в России XVIII столетия». Напечатал ряд статей по русской истории в журналах («Русская мысль», «Русское богатство», «Образование», «Журнал для всех», «Журнал Министерства народного просвещения»), а также ряд научно-популярных очерков, изданных отдельными брошюрами книгоиздательством «Донская Речь». С 1905 года стал сотрудничать с газетой «Русские ведомости».

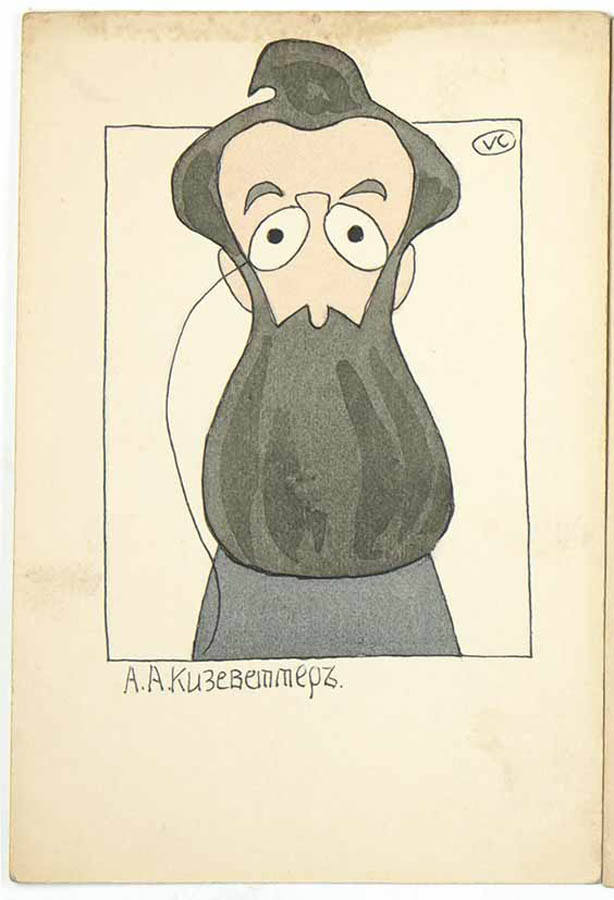
Проф. А. А. Кизеветтер, 1906—1907 гг. Рис. В. Каррика

В 1904 году вступил в «Союз освобождения». В 1905 году присутствовал на I (учредительном) съезде Конституционно-демократической партии; в январе 1906 года на II съезде партии был избран в состав Центрального комитета. Был депутатом 2-й Государственной думы; кандидатом в депутаты на выборах в 3-ю Думу выдвигаться не стал.
В 1909 году защитил докторскую диссертацию «Городовое положение Екатерины II», которая явилась продолжением магистерской диссертации.
Входил в Совет Общества имени А. И. Чупрова для разработки общественных наук.
В 1911 году покинул Московский университет по политическим мотивам (дело Кассо); его преподавательская деятельность сосредоточилась на Высших женских курсах, в Коммерческом институте и университете Шанявского. В марте 1917 года он вернулся в Московский университет. С декабря 1918 года стал читать лекции по русской истории на Драматических курсах при Малом театре. 25 июня 1917 года по списку конституционных демократов был избран гласным Московской городской думы.
С февраля 1919 года он заведующий отделением Государственного архивного фонда, затем профессор 2-го МГУ и заведующий центральным архивом ВСНХ.

### Эмиграция

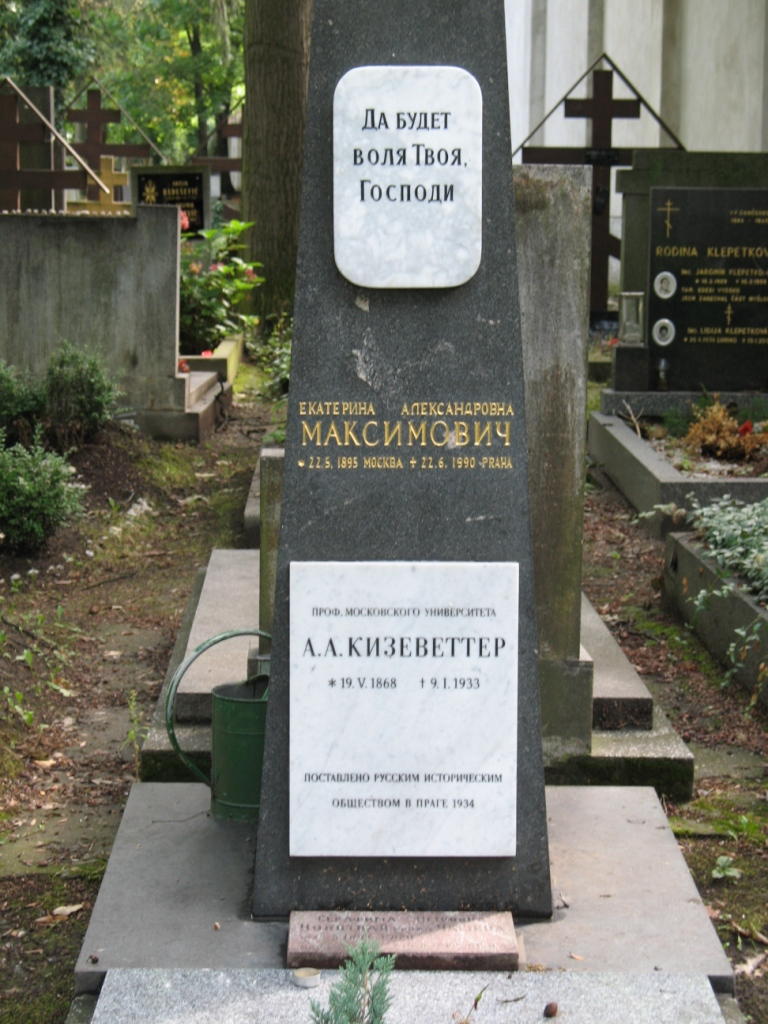
Могила Александра Кизеветтера

Кизеветтер трижды арестовывался ВЧК (29 сентября 1918 года был арестован ВЧК как заложник; сентябрь 1919 года по делу «Национального центра»; 1922). По постановлению Коллегии ГПУ от 25 августа 1922 года выслан за границу. Покидая Родину в сентябре на пароходе «Oberbürgermeister Haken» (философский пароход), А. Кизеветтер отметил в своей записной книжке: «Верю, что через море Русской Революции не выпуская из рук „нашего“ руля, вернемся мы снова в нашу родную Россию, на землю дорогой родины — ее пахать и возделывать».
В октябре — декабре 1922 года жил с семьёй в Берлине, с января 1923 года — в Праге, где провёл оставшуюся жизнь. Читал лекции по отечественной истории в Русском юридическом институте, Народном университете, Карловом университете, читал многочисленные лекции и курсы в Закарпатье (Ужгород, Мукачево), а также в Эстонии, Латвии, Германии, Болгарии, Королевстве СХС, участвовал в общественной жизни русской колонии. Член Союза русских академических организаций за границей. Товарищ председателя, с 1932 года — председатель Русского исторического общества.
Исключён из членов АН СССР 15 декабря 1928 года «ввиду утраты связи с АН СССР».
9 января 1933 года, в возрасте 66 лет, Кизеветтер скоропостижно скончался в своей пражской квартире. Похоронен в Праге на Ольшанском кладбище. Памятник на его могиле был поставлен на средства Русского исторического общества.
Реабилитирован 1 февраля 1993 года Генеральной прокуратурой РФ на основании п. 3, «б» ст. 5 Закона РФ «О реабилитации жертв политических репрессий» от 18 октября 1991 года. Восстановлен в звании постановлением Общего собрания АН СССР 22 марта 1990 года.

## Сочинения
- Иван Грозный и его оппоненты Архивная копия от 5 ноября 2021 на Wayback Machine. — М.: Гросман и Кнебель (И. Кнебель), 1898. — 86 с. — (Вопросы науки, искусства, литературы и жизни; № 21).
- Первый общедоступный театр в России. — М., 1901.
- Посадская община в России XVIII ст. Архивная копия от 5 ноября 2021 на Wayback Machine — М.: Унив. тип., 1903. — 810 с.
- Русское общество в восемнадцатом столетии (1903) Архивная копия от 28 мая 2018 на Wayback Machine
- Иван Федоров и начало книгопечатания на Руси Архивная копия от 8 апреля 2017 на Wayback Machine — М., 1904.
- Из истории законодательства в России XVII—XIX вв. — Ростов-на-Дону, 1904.
- День царя Алексея Михайловича. Сцены из жизни Москвы XVIII в. Архивная копия от 14 февраля 2019 на Wayback Machine. — Москва: Тип. О-ва распространения полезных книг, аренд. В. И. Вороновым, 1904.
- Ломоносов. Москва: Тип. О-ва распространения полезных книг, аренд. В. И. Вороновым, 1905.
- О чем сказано в Манифесте 17 октября 1905 года. — М., 1905.
- Девятнадцатый век в истории России Архивная копия от 5 ноября 2021 на Wayback Machine. — Ростов-на-Дону: «Дон. речь» (Н. Парамонов), 1906. — 48 с.
- Местное самоуправление в России. IX—XIX ст. (1910) Архивная копия от 28 мая 2018 на Wayback Machine
- История России XIX в. Курс. Архивная копия от 5 ноября 2021 на Wayback Machine. — СПб.: А. и И. Гранат, 1910.
- XIX в. в истории России. — СПб.: А. и И. Гранат, 1907—1911
- Гильдия московского купечества. — М., 1915.
- Городовое положение Екатерины II 1785 г. Опыт исторического комментария. — М., 1909. — 473 с.
- Исторические отклики. — М., 1915.
- П. Н. Милюков Архивная копия от 8 октября 2017 на Wayback Machine. — М., 1917.
- Партия народной свободы и ее идеология (1917) Архивная копия от 28 мая 2018 на Wayback Machine
- Русский Север. Роль Северного Края Европейской России в истории русского государства. Исторический очерк. — Вологда, 1919.
- Театр. Очерки, размышления, заметки. — Москва: Книгоиздательство «Задруга», 1922. — 115 с.
- На рубеже двух столетий: (Воспоминания 1881—1914). — Прага, 1929. — 524 с.
- Исторические силуэты. Люди и события. — Берлин, 1931. — 307 с.
- Исторические силуэты: Биогр. очерки. — Ростов-на-Дону: Феникс, 1997. — 475 с. — ISBN 5-85880-351-2
- Исторические очерки Архивная копия от 8 октября 2021 на Wayback Machine. — Москва ; Берлин : Директ-Медиа, 2021. — 181 с. — ISBN 978-5-4499-1911-3

Были изданы его лекции: История России в XIX веке: Архивная копия от 5 ноября 2021 на Wayback Machine Курс лекций, чит. на МВЖК в 1915—16 г. : Изд. по запискам слушательниц без просмотра авт. [Ч. 1-2] / А. А. Кизеветтер. — М.: тип. В. И. Воронова, 1916.

## Рукописи
- Московский университет и его традиции. Роль Московского Университета в культурной жизни России. — Прага, 1927.

## Семья
Жена — педагог Екатерина Яковлевна (урождённая Фрауенфельдер; в первом браке Кудрявцева) (1864/1863?—1924) — имела от первого брака двух детей: Всеволода (1885—1953) и Наталью (1886—1931). Пасынок стал впоследствии профессором математики в Московском университете, а падчерица — учительницей.
В браке родилась дочь Екатерина (1895—1990), педагог; была замужем за Евгением Филимоновичем Максимовичем (1896—1965).